# Hadogenes
Hadogenes is een geslacht van schorpioenen uit de familie Ischnuridae. Het omvat soorten die worden aangeduid als rotsschorpioenen en komen in Afrika voor.

## Omschrijving
Rotsschorpioenen leven met name in rotsachtige gebieden in zuidelijk en oostelijk Afrika, maar er zijn ook uitzonderingen zoals H. bicolor die algemeen voorkomt in Amerika.
Ze steken nauwelijks en hun gif is zeer zwak. Het zijn nachtactieve dieren die zich met name voeden met miljoenpoten, insecten, spinnen en kleinere schorpioenen. Door hun formaat – de Zuid-Afrikaanse H. troglodytes behoort tot de grootste soorten ter wereld – zijn rotsschorpioenen echter ook in staat kleine gewervelden te bejagen.

## Soorten
Het geslacht Hadogenes telt 18 soorten:
- Hadogenes bicolor (Purcell, 1899)[1]
- Hadogenes gracilis (Hewitt, 1909)
- Hadogenes granulatus (Purcell, 1901)
- Hadogenes gunningi (Purcell, 1899)
- Hadogenes hahni (Peters, 1862)
- Hadogenes lawrencei (Newlands, 1972)
- Hadogenes longimanus (Predini, 2001)
- Hadogenes minor (Purcell, 1899)
- Hadogenes newlandsi (Predini, 2001)
- Hadogenes paucidens (Pocock, 1896)
- Hadogenes phyllodes (Thorell, 1876)
- Hadogenes polytrichobothrius (Predini, 2006)
- Hadogenes soutpansbergensis (Predini, 2006)
- Hadogenes tityrus (Simon, 1888)
- Hadogenes trichiurus (Gervais, 1843)
- Hadogenes troglodytes (Peters, 1861)
- Hadogenes zuluanus (Lawrence, 1937)
- Hadogenes zumpti (Newlands & Cantrell, 1985)